# Calle 106 (estación)
La estación sencilla Calle 106 - Maletas Explora hace parte del sistema de transporte masivo de Bogotá llamado TransMilenio, el cual fue inaugurado en el año 2000.

## Ubicación
La estación está ubicada en el norte de la ciudad, más específicamente en la Autopista Norte entre calles 104 y 106B. Se accede a ella a través de un puente peatonal ubicado sobre la Calle 105.
Atiende la demanda de los barrios Estoril, Santa Bibiana, San Patricio y sus alrededores.
En las cercanías están la Clínica Jorge Piñeros Corpas, el centro empresarial Paralelo 108 donde se encuentra las oficinas de Betsson y Hitachi, las embajadas de Marruecos y Polonia, el consulado de Venezuela y el Parque Frédéric Chopin.

## Origen del nombre
La estación recibe su nombre de la calle ubicada una cuadra al norte. La calle 106, con dos carriles por sentido, es una vía de conexión en la parte sur de la localidad de Usaquén. Sin embargo, en el marco del plan que tiene la empresa TransMilenio para buscar aliados comerciales, al nombre de la estación se le añadió el texto «Maletas Explora».

## Historia
A comienzos del año 2001, después de ser inaugurado el Portal Usme, se puso en funcionamiento la troncal de la Autopista Norte incluyendo la estación Calle 106. Meses después fue inaugurado el Portal Norte.
El 10 de noviembre de 2009 la estación dejó de ser sin intercambio una vez que se construyera el acceso a los pasajeros en la mitad de la estación y no a la entrada de los vagones, lo cual permitirá que los usuarios puedan hacer trasbordos en el sentido norte-sur y viceversa, ayudando a descongestionar la estación de la Calle 100.
En la noche del 9 de abril de 2013, se registraron los ataque contra esta estación del sistema. En esa ocasión fueron destruidas, a punta de pistolas de balines, las estaciones Calle 100, Calle 106, Prado, Alcalá, Calle 142, Calle 146, Mazurén, Calle 161, Calle 187, y Terminal con Autopista Norte, donde dejaron $22 millones de pesos en perdidas.

## Servicios de la estación

### Servicios troncales
| Tipo                                            | Rutas al Norte | Rutas al Sur |
| ----------------------------------------------- | -------------- | ------------ |
| Ruta fácil                                      | 8              | 8            |
| Expresos lunes a sábado todo el día             | B11 B13 B28    | G11 H13 F28  |
| Expresos lunes a viernes hora pico de la mañana | B55            |              |
| Expresos lunes a viernes hora pico de la tarde  |                | D55          |

### Esquema
| ← Norte |         |           |         |         |
|         |         | Calle 106 | 8B11B28 | B13B55  |
| Vagón 2 | Vagón 1 | Puente    | Vagón 2 | Vagón 1 |
| F28G11  | 8D55H13 | Calle 105 |         |         |
| Sur →   |         |           |         |         |

### Servicios urbanos
Así mismo funcionan las siguientes rutas urbanas del SITP en los costados externos a la estación, circulando por los carriles de tráfico mixto sobre la Autopista Norte, con posibilidad de trasbordo usando la tarjeta TuLlave:
| Código | Sector               | Dirección            | Rutas     |
| ------ | -------------------- | -------------------- | --------- |
| 628A01 | B Estación Calle 106 | Auto Norte - CL 105  | B908      |
| 329A02 | C Estación Calle 106 | Auto Norte - CL 104A | Sin rutas |

## Ubicación geográfica
| Noroeste: Suba         | Norte: B Pepe Sierra | Nordeste: Usaquén     |
| Oeste: C Puente Largo  |                      | Este: Usaquén         |
| Suroeste: N Carrera 53 | Sur: B Calle 100     | Sureste: N Carrera 19 |